# どん底 (飲食店)
どん底（どんぞこ）は、1951年に開業した東京都新宿区新宿3丁目の飲食店である。舞台芸術学院で演劇を学んでいた矢野智が創業し、三島由紀夫や黒澤明らの文化人が訪れた。店内で政治の議論が行われる歌声酒場および歌声喫茶としても知られたが、1988年にその看板は下ろし、普通の酒場として営業するようになった。なお、店名は矢野が出演したマクシム・ゴーリキーの舞台『どん底』に由来する。

## 歴史

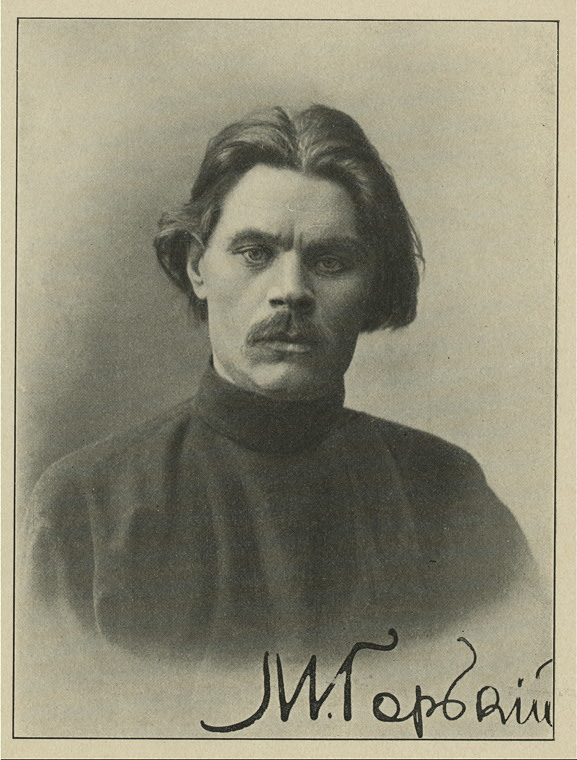
店名の由来となった舞台『どん底』を書いたマクシム・ゴーリキー

### 創業前史
広島に生まれた矢野智は、旧制中学を卒業後、新劇に魅せられて17歳の時に単身上京した。東京の生活に嫌気がさして半年で帰郷するも再度上京し、池袋の舞台芸術学院の1期生となった。なお、矢野の同期にはいずみたく、北村昌子がいる。
矢野と同じく舞台芸術学院に通っていた清千秋は、憲兵少佐として活躍した父の縁で、新宿の「中川ベーカリー」の店主と交流するようになり、店主から「隣の飲み屋を経営していた妻が病気のため手を引くので、やる気があるなら安く貸す」という誘いを受けた。その後清は、舞台芸術学院に通っていた斎藤洋子と矢野に声をかけた。バーテンダーのアルバイト経験がある矢野は乗り気であり、斎藤も卒業後の見通しが立っていなかったため賛成した。

### 創業後

#### バラック時代
1951年2月4日、3人は洋子の母から、2年分の店の契約金5万円を借りて「どん底」を開店した。店名は、矢野が1950年の暮れに出演したマクシム・ゴーリキーの戯曲『どん底』（小山内薫の追悼公演であった）に由来しており、舞台芸術学院の学院長であった秋田雨雀が名付け親となった。斎藤、矢野、清の3人は開店に際し連名で以下の挨拶状を100枚印刷している。
店舗はベニヤで仕切られた3.5坪のバラックで、15人も入れば満杯となる狭さであったが、開店当初から新劇俳優や芸術家らが集まり、議論をたたかわせる場になった。客たちはダグラス・マッカーサー解任の是非や、日本初の総天然色劇映画である『カルメン故郷に帰る』の評価、スタニスラフスキー・システムやベルトルト・ブレヒトの異化といった演劇理論、原民喜の死などについて様々な議論を行なったが、金欠の者が多かったため飲み逃げが頻発した。このような飲み逃げについて、矢野は以下のように述べている。
矢野は「あくまで本職は芝居で、店の経営はバイト」と考えていたため、出演する舞台の予定に合わせて営業時間を変更していた。どん底の経営は、前日の売上金を次の日の仕入れに使用するというような自転車操業であった。創業者の1人、清千秋が児童劇団「東童」に加入し、開店から半年ほどで店に顔を出さなくなったこともあって矢野と斎藤は閉店を決意し、客達にも閉店を宣言して無料で酒を振る舞ったりしたが、常連からの引き止めもあり営業を続けた。
その後、銀行に勤める客の勧めで積み立てを行なったことによって財政状況は改善し、さらに店の独特な見た目や矢野が作成したマッチ、どん底のオリジナルカクテルである「ドンカク」が好評を博した。その結果、どん底は繁盛するようになり、学生アルバイトを雇えるほどにもなった。また、1952年3月に矢野と斎藤は結婚し、同年秋に懐妊した斎藤が店を引退した。

#### バラック以後
創業から2年後、どん底は200メートルほど離れた地点に場所を移した。経営は順調で、アルバイトの学生を増やしたうえ、従業員を数人雇うほどであったが、1955年4月には焼失してしまった。
ただし1955年9月には、木造三階建てかつ地下の客席も兼ね備えた店舗を再建できた。さらに1956年11月2日には、開店5周年を記念して「ボロボロ大騒ぎ」と銘打ったパーティーが港区青山の小原開館で行われ、200人が参加した。パーティーでは本郷淳、小野田勇、熊倉一雄が寸劇を演じたほか、牟田悌三、佐藤美子、高英男、田口誠、本郷新、石原慎太郎らが参加した。なお、その時の「ボロボロ大騒ぎルール」は以下のとおりである。
1957年12月には銀座4丁目に2号店を開店したが、どん底の雰囲気は銀座には馴染まず、結局はすぐ閉店した。また、1958年4月には売春防止法が施行され、客足が落ち込むことが予想されたが、幸いにも新宿のどん底への客が途絶えることはなかった。
営業を続けていくうちに、どん底の店内では客たちが次第に歌い出すようになり、その結果、どん底は歌声喫茶・歌声酒場として知られるようになった。また、安保闘争の時期には店内で政治議論が盛んに行われ、学生運動の参加者を匿うこともあった。1968年には、ベトナム戦争に反対する国際反戦デーにあわせ、武装したデモ隊が新宿駅に乱入し火を放ったが、その際どん底には機動隊に追われたヘルメット姿の学生が駆け込んできた。1972年にはベトナム反戦の意思表示として「アメリカ人おことわり」の紙が貼られた。
しかし、議論を戦わせる客の数は次第に減っていき、米国のアフガニスタン空爆が続いた時も、戦争を話題にする者は少なかった。創業者の矢野は、1992年の朝日新聞の取材に対し「いまは議論をする客がいないですね。議論のない時代、それだけ皆、疲れているのかもしれません」と述べている。また、カラオケやディスコが流行すると歌声の人気も衰え、歌声用のスペースであった3階部分は大幅な赤字となった。結局1988年に歌声酒場方式は終了した。ただし、歌声酒場方式が終了したのちも酒場としての営業は続けており、店内でイベントを開催したり、新宿の店同士のイベントに参加したりしている。
なお、創業者の矢野は1975年にスペインに日本料理店を構え、さらに9年後には別の日本料理店を同地に構えた結果ほとんどの時間をスペインで過ごすようになり、次第にどん底の経営から身を引いた。

## 「歌声酒場」として

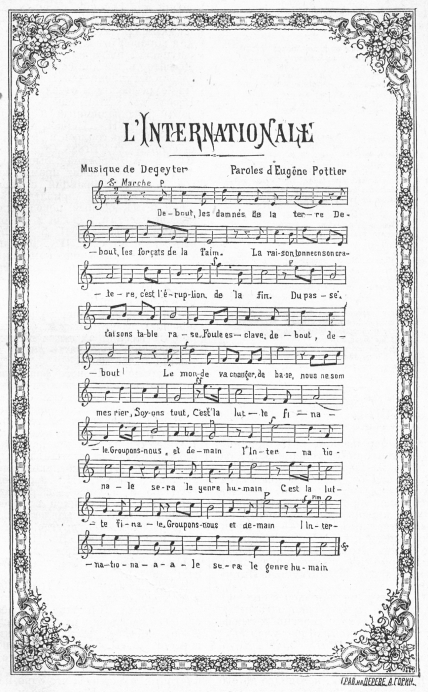
どん底でよく歌われた『インターナショナル』の初版

どん底の開店当時は、客が店で歌うことは世間一般からして珍しいことではなかった。どん底でも客たちが自然と歌い出すようになり、「そんなにみんなが歌うのが好きなら、伴奏用のアコーディオンでも入れようか」という判断がなされ、どん底は「うたごえ喫茶」となった。
当初は東大音感合唱研究会のメンバーたちが楽器を弾いたり、歌唱指導を務めた。その後は、東大音感合唱研究会のメンバーであった笠原伸一がアコーディオン奏者を務めた。のちに笠原が店を去ると、「おばちゃん」の愛称で親しまれた渡辺光子が跡を継いだ。
人気が高まった結果、『東京・どん底・新宿』という歌集を出版することになった。土方重巳が表紙を描き、金子光晴の詩『ドンカクの唄』が巻頭を飾ったほか、三島由紀夫、本郷新、小林旭、菅原謙二、八波むと志、三宅右近、冨士真奈美、丸山明宏、越路吹雪、牟田悌三、杉浦直樹、小松方正、土居甫といった常連客がどん底にまつわるエッセイを書いた。歌集が出版されたことにより「客が歌集から好きな歌を選び出して司会者にリクエストし、その歌をアコーディオンの伴奏で客全員が合唱する」というスタイルが形成された。
安保闘争が起こった1960年代には、店内の3階で『トロイカ』『ステンカラージン』『インターナショナル』などのロシア⺠謡、労働歌、反戦歌がアコーディオンの伴奏で歌われており、ルバシカを着た従業員も歌の輪に加わった。創業者の矢野は「労働運動や学生運動の高まりの中で当時の日本には革新的なムードがありました。それがロシアへの共感を呼んだのです」と述べている。また、ベトナム戦争の時期には、『ベトナムへ送るまい』『あかつきの空に』『日本ーベトナム』『この勝利ひびけとどろけ』『南ベトナムからの手紙』『自由ヴェトナム行進曲』といった反戦歌が歌われた。
その後どん底は、喫茶スカラ座のオーナーであった林秀樹が経営していた「カチューシャ」、および「美声と音痴の店 灯」という店名だった「ともしび」とならんで「歌声喫茶」「歌声酒場」と呼ばれるようになり、のちには「日本初の『歌声喫茶』」の地位をめぐってを競争するようになったと言われている。また、うたごえブームを支えた店としては、他にも新宿の「エルベ」「牧場」「ありんこ」などがある。なお、どん底の常連客の中には「どん底は酒場である」という意識のもと「うたごえ運動」や「歌声喫茶」について否定的な見解を示す者もいた。
しかし、カラオケやディスコが流行すると次第に歌声の人気は衰え、歌声用のスペースであった3階部分は大幅な赤字となった。また、歌声に参加する人も次第に変化し、他の人々と合唱することを楽しむのではなく、自分の歌を聴かせたいという思いで立ち上がって歌う人が増えたという。さらに、客層も高齢化した。
消防法に抵触するという消防署からの注意もあり、1979年の末ごろから歌声の看板を下ろすことが検討されるようになった。その後、常連客1448名の署名があったりしたが、結局1988年に歌声酒場方式は終了した。同年9月下旬には、2日間にわたり「サヨナラ“どん底”うたごえパーティー」が開かれ、150人ほどが集まった。店に入りきらない程の客が訪れ、雨天にもかかわらず外で飲んだり、歌ったりする人も出たほどだった。「歌声」最終日の深夜には、最後に「今日の日はさようなら」が歌われた。
『朝日新聞』は歌声喫茶としてのどん底について、地方から出てきた若者の心のよりどころやストレス発散の場となり、後のカラオケのルーツともなったと記している。同時に、かつては1人で来た者が居合わせた客と、政治や生き方に議論を戦わせる場でもあったが、その後は若者が大勢で来て、内輪で楽しむ居酒屋へと変質したとも述べている。

## 建物

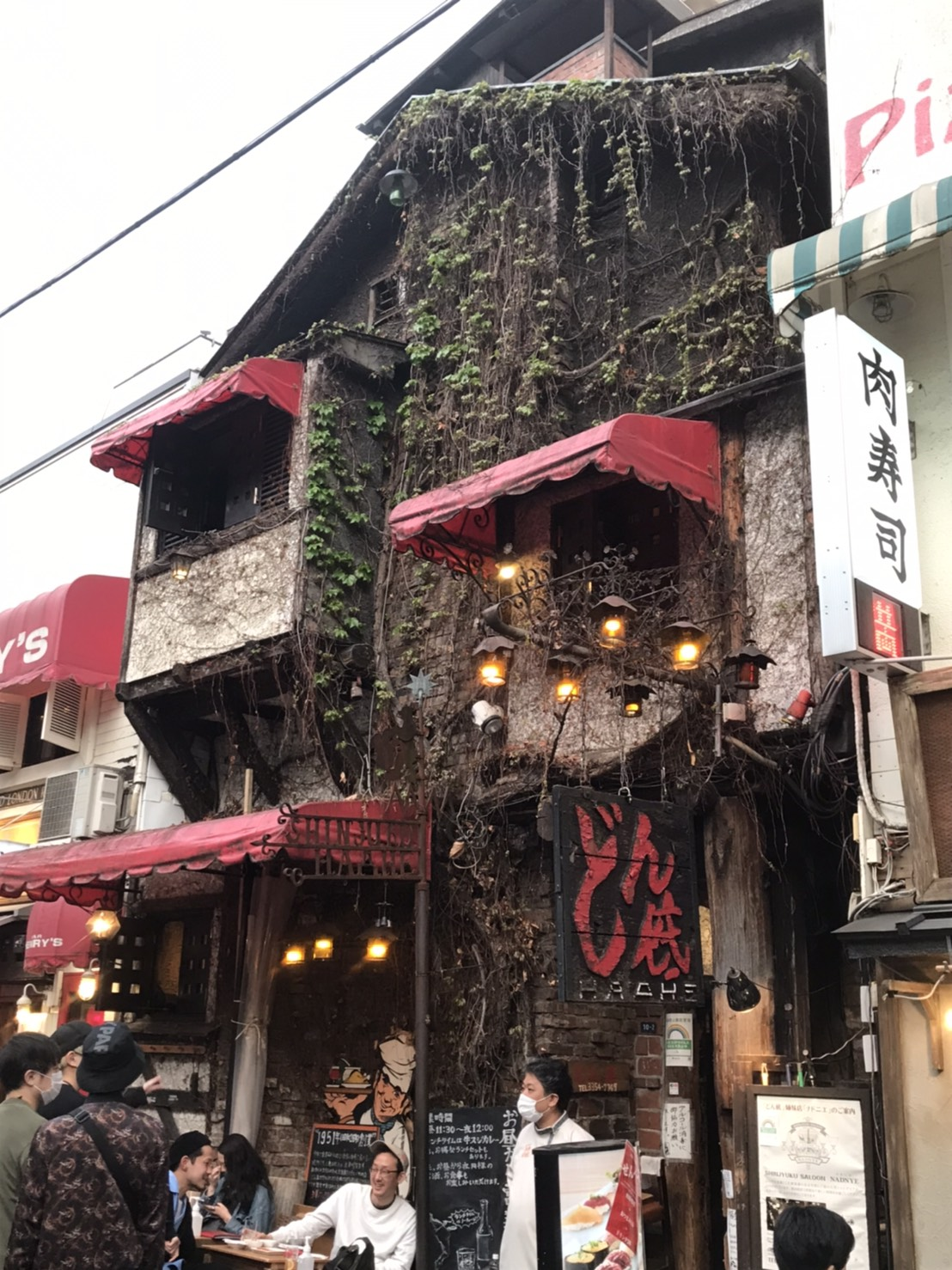
ツタが絡まる外壁 (2021年)

### 初代のバラック
バラックの初代店舗は、15人も入れば満員になる広さだった。創業者の矢野は「小屋の造作で金がかかったのはガス工事だけ」と述べており、鉛管をねじ曲げて水道を引いたり、隣にあった焼跡の広場のコンクリート土台に残っていた便器を使ってトイレとしたり、1把15円の薪で店を組み立てたり、一升瓶や中華鍋を用いて照明を製作したり、椅子やテーブルを作ったりした。なお、焼き焦がした板に白いペンキで「どん底」と書いた看板を店先に打ち付け、ゴーリキーの『どん底』の舞台のような風貌にした。また、壁には新聞紙を貼って、芝居の書き割りに使う泥絵の具を塗ったりした。
土地の契約期限が迫ると、常連客である紀伊国屋書店社長の田辺茂一から歌舞伎町に移るよう勧められたが、当時の歌舞伎町は寂れた街であり、土地を見て失望した矢野は結局近くの新宿2丁目に店を移した。

### 2代目の建物
1953年10月には、初代店舗から200メートルほどしか離れていない位置に、木造二階建てのベランダ付き店舗を新築した。初代のイメージを引き継いでおり、一升瓶や中華鍋で作られた照明器具が用いられたほか、木肌があらわな椅子やテーブルが設置されたり、蔦を壁につたわせたりした。また、常連客の本郷新は新しい店舗のために木彫りのイエス・キリスト像を贈った。
ただ、1955年4月には焼失してしまった。しかし、本郷のキリスト像は無事であった。

### 3代目の建物
1955年9月、2代目の店と同じ場所に、木造三階建て地下付きの店を建てた。外壁にはツタが絡まっている一方、内装はディズニーの映画を参考に作られた。低い天井と白い壁に囲われた薄暗い店内にはランプが設置されているほか、太い丸太の柱や梁がむき出しとなっている。店内のつくりは独特で、迷子になる者もいるほどであった。
店内の様子について、『朝日新聞』は「盗賊の隠れ家のような雰囲気を漂わせ」ていると記しているほか、『散歩の達人』は「舞台のセット」のようだと記している。また、『週刊新潮』は「居酒屋でも個室が好まれる風潮をよそに、カウンター席をメインとしている」と記しているほか、『Hanako』は「新しく作ろうとしてもまねできない、古き良き風情が心地よい」と記している。なお、創業者の矢野が演劇出身ということもあり、店内では演劇のビラが置かれることもあった。
店内は喫煙可能であり、2020年には店長の宮下伸二が東京都の受動喫煙防止条例案を批判して、毎日新聞上で「『喫煙室』を作れるのは大手のチェーン店だけ。我々のような中小は面積や費用に制約がある」「たばこ、酒、会話が絶妙に相まって空間を作り上げてきた。喫煙室とを行き来しながら楽しむのは難しい」「喫煙が当局に密告されたり、SNSで告発されたりして人間関係がギスギスするかもしれない」と述べた。また、東京新聞上でも「喫煙専用室を設置するには客席を減らすしかない」「受動喫煙が減るのはいいことだが、喫煙者も状況に合わせて吸っているし、従業員にもたばこを吸う者が多い」「経営まで制限するようで横暴すぎるんじゃないか。喫煙か禁煙か選べる自由がほしい」と述べた。

## 店員

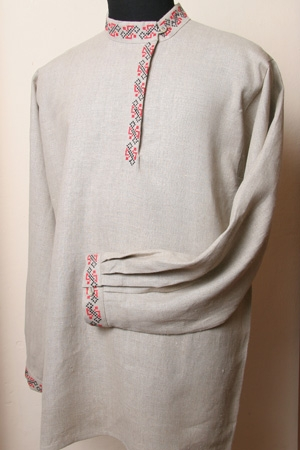
ロシアの民族衣装ルバシカ。一時期、どん底の店員の制服だった。

店員たちはロシアの民族衣装ルバシカを着て働いた。どん底では、前述の創業者矢野智の他にも、マスターの相川紘一郎、アコーディオン奏者の渡辺光子（てるこ）、料理人の富沢末男らが勤務していた。
創業者の矢野は1975年にどん底を去り、家族を東京に残してマドリードの中心地プエルタ・デル・ソル近くのエチェガライ通りでで日本料理屋を始めた。店は順調で、別に大きな日本料理屋も開店したが、店の運営は息子に任せて引退した。
佐賀県出身の相川紘一郎は、県立佐賀高校を卒業後して東京都内の大学に入学したのち、「賄い付き」の文句に惹かれて20歳からどん底で働くようになり、のちに大学を中退した。常連の三島由紀夫から「アイちゃん」と呼ばれた相川は、47年にわたりどん底で働き、マスターにもなったが、2008年の秋に65歳で亡くなった親友峰岸徹の訃報を聞いて引退を決意し、2010年6月20日に店を去った。引退当日は午後2時から送別会が開かれ、常連客がショパンの『別れの曲』をピアノで弾いた。相川はどん底について「飲みながら感性を磨ける場所」と述べている。
渡辺光子は1961年夏から、日本では珍しかったボタン式のクロマティック・アコーディオンを演奏するようになり、「おばちゃん」の愛称で親しまれた。ベトナム反戦、チリ軍事クーデターへの抗議などが、渡辺の伴奏に合わせて歌われたが、1988年にどん底が歌声の看板を下ろすと同時に引退した。渡辺は同年の朝日新聞の取材に対し、戦争反対、平和を守るという意識のある若者が少なくなったと述べている。
なお、どん底で働いて経営のノウハウを身につけた者たちが、自身の店を構えることも多かった。新宿界隈では『がんばるにゃん』『猿の腰掛』『どんがばちょ』『ぼでごん亭』『赤ランプ』『ソッカイ』『チャー』『ペチカ』『ロッジ』『岡ちゃん』『山小屋』『テアトロン』『土鈴』『池林坊』などがどん底の影響を受けた店であるとされる。また、新宿のみならず全国にも、同じような店が数多く存在すると言われている。

## メニュー
焼酎にレモンやガムシロップ、炭酸水を加えた「どん底カクテル（ドンカク）」が名物であると言われている。どん底の開店当時、安酒場では「バクダン」「ウメワリ」「ブドウワリ」といった、焼酎を他の液体で割ったものが提供されていたが、焼酎の質が悪い分飲みにくかったため、酒好きでもあった創業者の矢野が飲みやすさと分量の増加を目指して「ドンカク」を作成した。
ドンカクの人気は高まり、注文があってからシェーカーを振っていては間に合わないほどになったため、サイダー瓶につめたドンカクを事前に大量に作っておいて提供するようになった。また、ドンカクを飲めば意中の人物と結ばれるという「ドンカク神話」さえ生まれた。なお、どん底で修行した者が開いた店では、どん底の雰囲気やメニューを自由に踏襲していたが、ドンカクについてはどん底以外に持ち出さないという不文律があるとされる。
昭和40年代にはボトルキープ制が主流となったが、矢野は客の様子を見ながら一杯ずつ酒を提供するショット制にこだわっていた。ボトルの保存スペースを節約するためにも、しばらくはショット制を維持していたが、常連客らから「ボトルキープをやっていない店なんてここくらい」という声が上がるようになり、昭和50年代にはボトルキープ制となった。
ドンカクの他にも、コックの富沢がどん底に導入したピザも人気メニューのひとつであり、越路吹雪も好んだと言われている。なお、開店50周年パーティーの際には、下記の開店当時のメニューが再現された。

## 著名な常連客

### 様々な客
常連客に三島由紀夫、青島幸男、杉浦直樹、赤木圭一郎、小松方正、冨士眞奈美、越路吹雪、井ノ部康之、牟田悌三、砂川啓介、大山のぶ代、小松政夫、本郷淳、土居甫、野坂昭如、十朱幸代、愛川欽也、黒部進、矢野誠一、美川憲一、美輪明宏、峰岸徹、尾藤イサオ、本郷新、田辺茂一、黒澤明、木村功、小林旭、八波むと志、岸恵子、内田良平、杉浦直樹、佐藤英夫、和田竜らがいる。また、杉山隆一などスポーツ選手の客も多く、サッカー日本代表が銅メダルを獲得したメキシコオリンピックの際には壮行会が行われた。他にも、来日中のモスクワ芸術座のメンバーが店を訪れたことがあった。
どん底と同じく歌声喫茶と称された「灯」で司会者を務めた青柳常夫は「どん底のお客さんはどちらかというと新劇や藤原歌劇団、映画関係などインテリが多く、コマ裏『灯』は学生、労働者が多く、雰囲気もずいぶん違っていた」と述べている。また、『新宿・どん底の青春』を著した井ノ部康之は「文学や映画・演劇に憧れる若者たちが集まり、独特の雰囲気を作り出しているところとして、京都の若者の間でも広く知られていた」と述べている。なお、創業者の矢野は「みんな若かった。若く貧乏だったけれど、誰もが澄み切った冬空のようにきらきら輝いていました」と述べている。

### 三島由紀夫

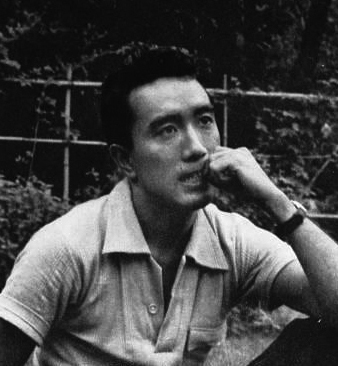
どん底の常連だった作家の三島由紀夫 (1956年)

三島がどん底を初めて訪れたのは、映画『憂国』を製作した1965年5月だった。どん底の常連客だった映画・演劇プロデューサーの葛井欣士郎が支配人を務める、新宿三丁目のアートシアター新宿文化で開かれた三島主演の映画『憂国』の試写会を矢野と葛井と観賞したのち、店に立ち寄った。三島は、オレンジジュースと、ソーセージが具の⻄洋おにぎりを注文し、海外の映画祭への出品など、構想をまくしたてた。
三島はその後もどん底をたびたび訪れており、ウイスキーを飲んだり、ボディービルで鍛えた体をタンクトップ姿で披露したり、席が隣り合った学生にご馳走したりしていた。また、店の地下に開店したバーに「ザ・カーブ」と名付けたのも三島だった。三島は深夜までどん底で過ごしており、大田区南馬込の自宅に帰るときには、なかなかつかまらないタクシーに「料金三倍！」と叫んでいたという。なお、1970年11月25日に割腹自殺をした10日ほど前にも、楯の会のメンバーとともに店を訪れていた。

### 黒澤明
映画『どん底』を撮り終えた黒澤明は、撮影班たちとの打ち上げの際にどん底を初めて利用した。その際運悪く店の水漏れが発生してしまい、黒澤も濡れてしまったが、特に怒ることなく飲み続け、その後も打ち合わせなどでどん底を利用した。なお、黒澤が店を訪れて店主の矢野に挨拶をする際には、まず天井を見上げてから笑いかけたという。

## どん底に関連する作品
詩人の金子光晴はどん底のカクテル「ドンカク」について『ドンカクの唄』という詩を書いた。また、彫刻家の本郷新は、初代のバラックの店舗について「この店は実に面白い造りだ。ただ、惜しいことには色彩に乏しい」と評し、どん底の常連であった演出家の北健二夫妻の肖像画を描き、店の壁面に飾った。さらに本郷は、どん底の2代目の店舗が完成した際、木彫りのキリスト像を贈っている。2代目の店舗は火事で焼失したが、このキリスト像は無事であり、矢野の自宅に置かれることとなった。
また、青島幸男、永六輔、前田武彦の3人が『アサヒグラフ』で毎週持ち回り連載をしていた小説『亜美ちゃん』では、青島がどん底の店内を描写した。他にも、写真家の秋山庄太郎がジプシー・ローズの写真をどん底で撮影したりもした。

## イベント等

### 店内でのイベント
店内では、音楽ライブやトークイベントが開催されることもある。2011年には、『三島由紀夫の来た夏』の著者であり、ジャズボーカリストでもある横山郁代が「下田の海を愛した三島由紀夫」と題したイベントを開催した。なお、このイベントの収益は東日本大震災の被災者支援に充てられた。

### 店外でのイベント
地域のイベントに参加することもあり、2014年5月24日には、新宿三丁目の飲食店をめぐって日本酒を飲み歩くイベント「新宿・日本酒フェスティバル2014」に貝料理専門店「はまぐり」、メキシコ料理「居留地」など11の名物店とともに参加した。2015年、2016年には、1杯300円でワインを飲んで回れる「ワールドワインフェス新宿」に参加した。なお、フェスの本部はどん底の前に設置された。